# Iperius Backup
Iperius Backup é um programa de backup para sistemas Windows. Desenvolvido pela Enter srl, uma empresa de software italiana, foi lançado na primeira edição em janeiro de 2013. O Iperius Backup permite criar imagens de disco e clonar discos rígidos, permite backup automático de máquinas virtuais VMware ESXi, vCenter e ESXi Free, máquinas virtuais Hyper-V, servidores Microsoft Exchange, bancos de dados, arquivos e pastas em diferentes dispositivos: discos rígidos externos USB, unidades RDX e NAS, unidades de Fita LTO / DAT, computadores em rede, servidores remotos via FTP, S3 e serviços de armazenamento em nuvem. O Iperius Backup pode fazer backup do banco de dados SQL Server, Oracle, PostgreSQL, MySQL.
O Iperius Backup é um software de backup e utilitário de sincronização compatível com todas as plataformas Windows. O software é publicado em várias edições: existe uma versão gratuita com funções limitadas, seguida de licenças comerciais: Desktop, Essential, Advanced e Full.

## Características gerais

### Imagem de disco
O Iperius Backup é um software de clonagem de disco que pode criar cópias de backup de imagens de disco em arquivos VHD e VHDX. Os backups de imagem podem ser criados de dois modos: usando o mecanismo Iperius patenteado, que cria um arquivo de imagem que pode ser iniciado imediatamente como uma máquina virtual no Hyper-V (esse modo de backup também pode ser chamado "P2V", pois pode ser usado para virtualizar máquinas físicas) ou use o mecanismo de backup de imagem do Windows (wbadmin). O Iperius Backup é compatível com o backup de imagem de disco do Windows (nível do bloco). A imagem do disco criada pelo Iperius Backup pode ser usada para restaurar o sistema até para diferentes hardwares (restauração independente do hardware). Também é possível restaurar arquivos e pastas individuais.

### Backup gratuito do VMware ESXi / vCenter / ESXi
Iperius Backup é um software de backup de máquina virtual. Você pode criar backups completos, incrementais e diferenciais (CBT / VDDK) das máquinas virtuais ESXi e ESXi Free. O backup não precisa de agentes e o destino dos backups da VM pode ser unidades de fita LTO, dispositivos NAS, serviços de armazenamento em nuvem como S3 ou Google Drive, servidores FTP e qualquer dispositivo de armazenamento em massa.

### Backup do Hyper-V
Iperius Backup é um software de backup Hyper-V. Você pode criar backups quentes de máquinas virtuais em execução no servidor local ou em outros servidores acessíveis pela rede. O backup não precisa de agentes e o destino dos backups da VM pode ser unidades de fita LTO, dispositivos NAS, serviços de armazenamento em nuvem como S3 ou Google Drive, servidores FTP e qualquer dispositivo de armazenamento em massa.

### Backup e sincronização FTP
Iperius Backup permite que você envie do seu computador ou locais remotos através do protocolo FTP, incluindo os FTPS seguros, os arquivos de backup previamente compactados (ZIP) e / ou criptografados (AES 256 bits). Com o backup FTP também é possível fazer upload de sites inteiros e também para o gerenciamento da velocidade de transmissão.

### Backup de banco de dados
Iperius permite fazer backup de  SQL Server, Oracle, MySQL, MariaDB.

### Backup do SQL Server
O Iperius Backup permite fazer backup de bancos de dados do SQL Server nas versões 2000, 2005, 2008, 2012, SQL Server 2014, 2016, SQL Server 2017, SQL Server 2019. O Iperius pode proteger um número ilimitado de servidores e bancos de dados locais e remotos, e você pode executar a restauração criando Um novo banco de dados.

### Backup em Nuvem (Cloud backup)
O Iperius Backup permite usar os serviços de armazenamento em nuvem gratuitos (ou pagos) oferecidos por provedores como Google ou Microsoft. O Iperius Backup permite backup remoto de arquivos no Google Drive, Google Cloud Storage, Dropbox, OneDrive, Amazon S3 e Azure, com compactação automática e criptografia AES.

### Backup em Fita
Iperius Backup oferece suporte a todas as unidades de fita. Permite que você armazene seus arquivos em dispositivos DAT, DLT SDLT, LTO 1/2/3/4 - LTO LTO 5 e 6. Suporta compressão de dados e criptografia e é capaz de operar com várias unidades de fita de backup paralelas simultaneamente.

### Imagens de discos rígidos
Iperius Backup aceita cópia Imagem do Windows (nível de bloco) que
permite copiar / clonar o disco inteiro. O backup da imagem do disco criado pelo Iperius pode
ser usado para restaurar o sistema, mesmo em hardwares diferentes (hardware independente restauração). E também pode restaurar arquivos e pastas individuais.

### Sincronização de arquivos
Este programa efetua Sincronização de arquivos e pastas em discos rígidos externos
ou os dispositivos de rede (tal como NAS). Você pode copiar arquivos e pastas para um número ilimitado destinos e manter cópias espelhadas e excluir arquivos que não existem mais 

### Compressão ZIP
Este programa inclui a compressão e criptografia. Criar ZIP compatível, permite proteger o arquivo com uma senha ou sincronizar o conteúdo do arquivo zip. Iperius Backup é capaz de criar o arquivo ZIP (código 64) de tamanho ilimitado e plenamente compatível com o padrão unicode e nomes extensos.

### Notificações por e-mail
O Iperius pode enviar email com um relatório detalhado para fins de backup, mantendo o usuário informado sobre o resultado do backup. Você também pode definir diferentes destinatários e diferentes condições de envio (por exemplo, envie o email de acordo com o resultado do backup).

## Outros recursos principais
As principais funções do Iperius acima incluem:
- Imagem da unidade, clonagem de disco (P2V) e recuperação de desastre (a criação da unidade de recuperação está disponível)
- Backup e sincronização para NAS, FTP, SFTP, Amazon S3, Google Drive, Google Cloud Storage, Dropbox, OneDrive, Azure
- Backup e restauração de máquinas virtuais VMware ESXi (incluindo vCenter, ESXi Cluster e ESXi Free)
- Backup e restauração da máquina virtual Hyper-V
- Backup e restauração do Microsoft Exchange Server (exportar para PST) e Exchange Online (Office 365)
- Instalação como um serviço do Windows
- Compatível com todas as edições do Windows, incluindo Windows 10, Windows Server 2012, Server 2016, Windows Server 2019
- Backups ilimitados, origens e destinos ilimitados
- A execução paralela de vários backups
- Backup de arquivos abertos com o VSS
- Execução de scripts e / ou programas externos, antes e depois do backup
- Variáveis especiais para personalizar caminhos e configurações
- Vinculando várias tarefas de backup
- Autenticação automática para acessar pastas compartilhadas na rede
- Criptografia de dados com alto nível de segurança (AES de 256 bits)
- Filtros de exclusão e inclusão para itens e extensões de arquivo
- Planejando executar backups automáticos
- Desligamento automático do computador
- Portátil

## Requisitos de Hardware e Software

### Hardware mínimo
- Intel Pentium
- 1024 MB de RAM
- 100 MB de espaço livre em disco

### Sistemas operacionais suportados por
XP, Vista, Server 2003, Windows 7 (32 e 64), Server 2008/R2, Server 2012/R2 (32 e 64 bits), Windows 10, Server 2016, Windows Server 2019

## Referencias
- Sitio Oficial Internacional - http://www.iperiusbackup.com
- Sitio Oficial Italiano - http://www.iperiusbackup.it
- Sitio Oficial Alemán - http://www.iperiusbackup.de
- Sitio Oficial Francés - http://www.iperiusbackup.fr
- Historia (Change Log) Iperius Backup - http://www.iperiusbackup.com/news.aspx